# Kanton Saint-Rémy-sur-Durolle
Saint-Rémy-sur-Durolle is een voormalig kanton van het Franse departement Puy-de-Dôme. Het kanton maakte deel uit van het arrondissement Thiers. Het werd opgeheven bij decreet van 21 februari 2014, met uitwerking op 22 maart 2015. Alle gemeenten werden toegevoegd aan het kanton Thiers.

## Gemeenten
Het kanton Saint-Rémy-sur-Durolle omvatte de volgende gemeenten:
- Arconsat
- Celles-sur-Durolle
- Chabreloche
- La Monnerie-le-Montel
- Palladuc
- Saint-Rémy-sur-Durolle (hoofdplaats)
- Saint-Victor-Montvianeix
- Viscomtat